# Cornulaca
Cornulaca é um género botânico pertencente à família Amaranthaceae.

## Espécies
- Cornulaca alaschanica
- Cornulaca amblyacantha
- Cornulaca arabica
- Cornulaca aucheri
- Cornulaca aucheri subsp. leucacantha
- Cornulaca ehrenbergii
- Cornulaca ehrenbergii
- Cornulaca korshinskyi
- Cornulaca leucacantha
- Cornulaca monacantha
- Cornulaca setifera
- Cornulaca tragacanthoides